# Lady in the Dark
Cet article concerne la comédie musicale. Pour l'adaptation au cinéma, voir Les Nuits ensorcelées.
Lady in the Dark est une comédie musicale américaine, sur un livret de Moss Hart, paroles d'Ira Gershwin et une musique de Kurt Weill, créée à Broadway en 1941.

## Argument
Liza Elliott, éditrice d'un magazine de mode, suit des séances de psychanalyse, conduisant à trois séquences de rêves...

## Fiche technique
- Titre original : Lady in the Dark
- Titre français : idem
- Livret : Moss Hart
- Paroles des chansons : Ira Gershwin
- Musique, orchestrations et arrangements : Kurt Weill
- Mise en scène : Moss Hart (numéros parlés) et Hassard Short (numéros musicaux)
- Chorégraphie : Albertina Rasch
- Direction musicale : Maurice Abravanel
- Décors : Hassard Short (+ lumières) et Harry Horner
- Costumes : Irene Sharaff et Hattie Carnegie
- Producteur : Sam H. Harris
- Nombre de représentations : 162
- Date de la première : 23 janvier 1941
- Date de la dernière : 15 juin 1941
- Lieu (ensemble des représentations) : Alvin Theatre, Broadway

## Distribution originale
- Gertrude Lawrence : Liza Elliott
- Nelson Barclift : Tom
- Macdonald Carey : Charley Johnson
- Davis Cunningham : Jack
- Margaret Dale : Maggie Grant
- Patricia Deering : Carol
- Eleanor Eberle : Barbara
- Dan Harden : Ben Butler
- Danny Kaye : Russell Paxton
- Ann Lee : Miss Stevens
- Bert Lytell : Kendall Nesbitt
- Victor Mature : Randy Curtis
- Virginia Peine : Helen
- Gedda Petry : Ruthie
- Donald Randolph : Dr. Brooks
- Natalie Schafer : Alison Du Bois
- Jeanne Shelby : Miss Bowers
- Ward Tallmon : Joe
- Margaret Westberg : Marcia
- Evelyn Wyckoff : Miss Foster

Remplacements en cours de production (sélection)
- Paul McGrath : Kendall Nesbitt

## Numéros musicaux
| Acte I - Séquence Glamour Dream - Oh Fabulous One in Your Ivory Tower (chanteurs) - The World's Inamorata (Liza, Miss Foster) - One Life to Live (Liza, Russell) - Girl of the Moment (ensemble) - Séquence Wedding Dream - It Looks Like Liza (compagnie entière) - This Is New (Randy, Liza) - The Princess of Pure Delight (Liza, enfants) - This Woman at the Altar (compagnie entière) | Acte II - Séquence Circus Dream - The Greatest Show on Earth (Russell, ensemble) - The Best Years of His Life (Charley, Randy) - Tschaikowsky (Russell, ensemble) - The Saga of Jenny (Liza, chanteurs, ensemble) - Scène finale : My Ship (Liza) |

## Reprises (sélection)

### À Broadway
- Septembre 1941-Mai 1942 : Reprise de la production originale à l'Alvin Theatre, avec les mêmes interprètes principaux (Willard Parker remplaçant Victor Mature à des dates non-spécifiées) (305 représentations) ;
- 1943 : Au Broadway Theatre, avec Gertrude Lawrence (Liza), Richard Hale (Dr. Brooks), Hugh Marlowe (Charley), Willard Parker (Randy) (83 représentations).

### En Angleterre
- 1981-1982 : À Nottingham, avec Celeste Holm (Liza).

## Adaptation au cinéma
- 1944 : Les Nuits ensorcelées (Lady in the Dark), film musical américain de Mitchell Leisen, avec Ginger Rogers (Liza), Ray Milland (Charley), Warner Baxter (Kendall), Jon Hall (Randy), Phyllis Brooks (Alison).